# Mayumi Aoki
Mayumi Aoki (jap. 青木まゆみ Aoki Mayumi; ur. 1 maja 1953 w Yamadze) – japońska pływaczka specjalizująca się w stylu motylkowym, mistrzyni olimpijska (1972) i była rekordzistka świata.

## Kariera
W lipcu 1972 roku czasem 1:03,9 pobiła rekord świata na dystansie 100 m stylem motylkowym. Dwa miesiące później, na igrzyskach olimpijskich w Monachium zdobyła w tej konkurencji złoty medal, ustanawiając nowy rekord globu (1:03,34). Stała się tym samym pierwszą od 40 lat reprezentantką Japonii, która została mistrzynią olimpijską w pływaniu. Na 200 m stylem motylkowym była ósma. Uczestniczyła też w wyścigach sztafet 4 × 100 m stylem zmiennym. Japonki zajęły szóste miejsce.
Podczas mistrzostw świata w Belgradzie wywalczyła brązowy medal na dystansie 100 m stylem motylkowym. Wyprzedziły ją tylko reprezentantki NRD.
Po zakończeniu kariery zawodniczej pracowała jako nauczycielka wychowania fizycznego w liceum. Była też trenerką pływania.
W 1989 roku została wprowadzona do International Swimming Hall of Fame.